# Sarcophaga ingwavumae
Sarcophaga ingwavumae är en tvåvingeart som beskrevs av Zumpt 1972. Sarcophaga ingwavumae ingår i släktet Sarcophaga och familjen köttflugor. Inga underarter finns listade i Catalogue of Life.